# Boßler

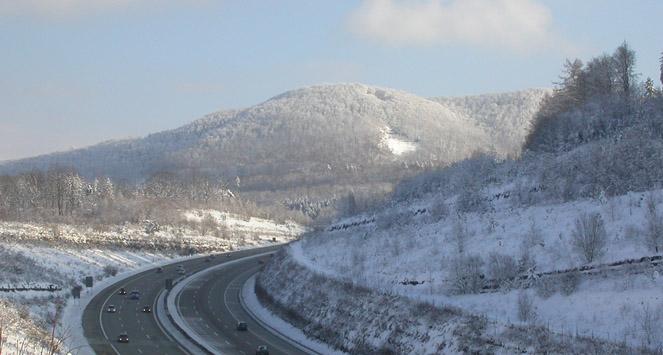
Der Boßler im Winter, im Vordergrund die Autobahn 8

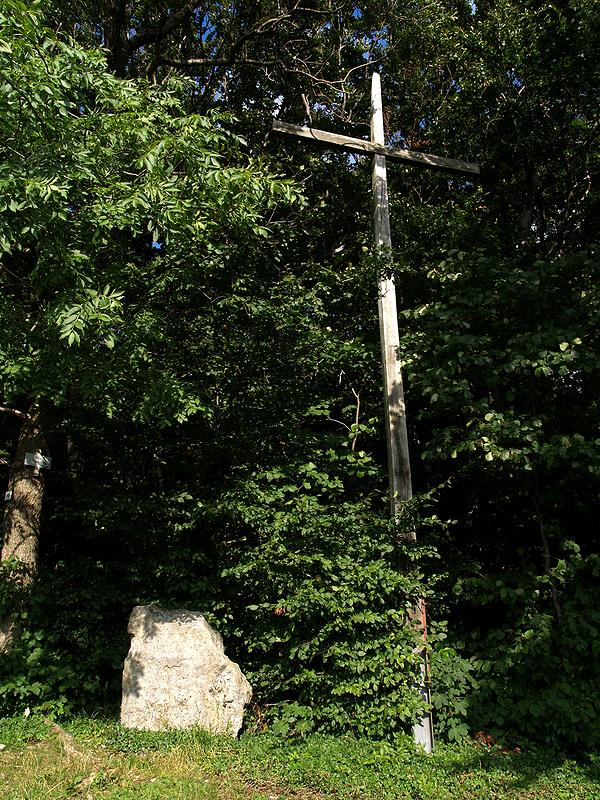
Gedenkstein und Boßlerkreuz am Aussichtspunkt

Der Boßler (Aussprache [ˈbɔslɐ]) ist ein 799,9 m ü. NHN hoher Berg der Schwäbischen Alb. Der prägnante Gipfel am Albtrauf liegt auf der Gemarkung der Gemeinde Gruibingen im Landkreis Göppingen.

## Erholungsziele
Auf dem Boßler befindet sich in einer Höhenlage von 785 m ein bewirtschaftetes Haus der Naturfreunde-Ortsgruppe Göppingen, das Boßlerhaus, das neben dem Gruibinger Wiesle ein beliebtes Wanderziel ist.
500 m westlich des Naturfreundehauses bietet der Boßler einen bemerkenswerten Aussichtspunkt am Albtrauf in einer Höhe von 794,7 m ü. NHN. Der Schwäbische-Alb-Nordrand-Weg (HW 1) und der Schwäbische-Alb-Oberschwaben-Weg (HW 7) führen über diesen Punkt. Schon bei mäßiger Sicht reicht der Blick weit nach Westen.

## Verkehrswege
Die Bundesautobahn 8 passiert den Boßler nördlich zwischen der Anschlussstelle Aichelberg und der Raststätte Gruibingen.
Die Eisenbahn-Neubaustrecke Wendlingen–Ulm durchfährt den Berg im etwa 8,8 km langen Boßlertunnel.

## Flugunfälle
Am Boßler kam es schon häufig zu tragischen Flugunfällen. In den meisten Fällen kollidierten die Flugzeuge bei schlechter Sicht mit dem unerwartet hohen Berg (wobei es sich nicht um „Flugzeugabstürze“, sondern um CFIT handelt). Bei schlechter Sicht nehmen die Piloten gerne die A8 zur Orientierung und sehen den dicht daneben befindlichen Berg nicht.
- In den Kriegsjahren 1940 und 1945: eine deutsche Ju 88 und eine weitere Militärmaschine
- 8. Januar 1958: zwei US-Militärjets des Typs F-100D[3]
- 17. August 1959: ein Bundeswehrflugzeug vom Typ Piaggio P.149
- 9. April 1965: ein US-Hubschrauber Typ Bell „Iroquois“[4]
- 11. April 1965: ein Flugzeug Typ Piper PA 22[5]
- 14. Juni 1966: ein Bundeswehr-Düsenjäger Typ Fiat G.91
- 17. Juli 1979: ein Kleinflugzeug Typ Cessna F 172 H
- 28. September 2005: Rettungshubschrauber Christoph 51 auf einem Krankentransportflug bei guter Sicht[6]

Ein Gedenkkreuz, das Boßlerkreuz, erinnert an die Verunglückten.